# St-Bernard (Lyon)

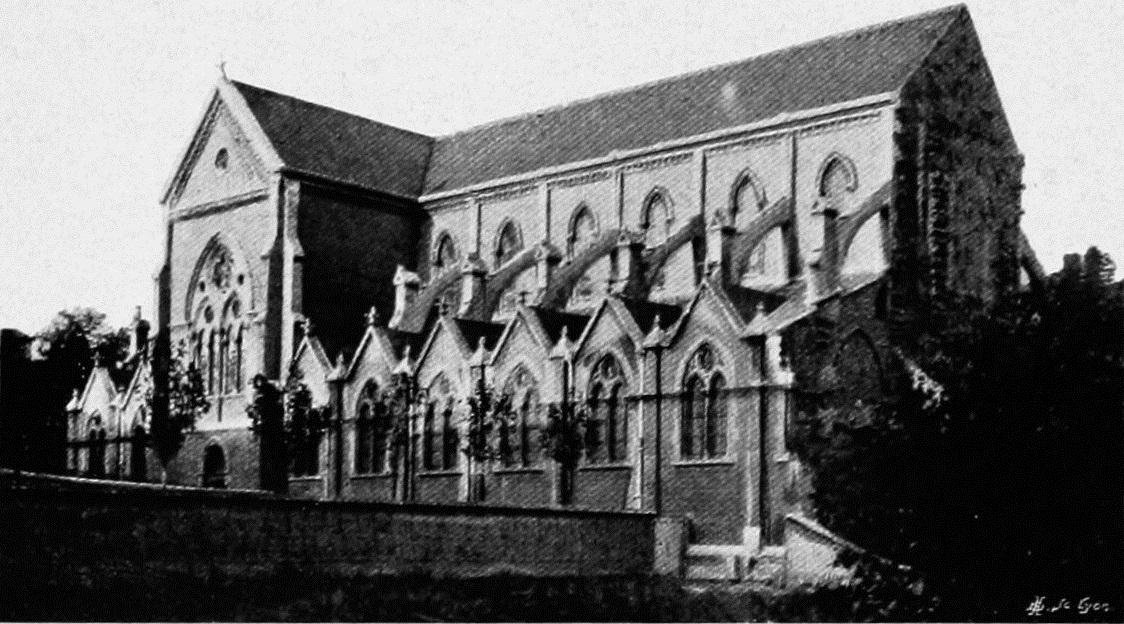
St-Bernard (Lyon)

Der Kirchenbau St-Bernard ist eine ehemalige römisch-katholische Kirche im 1. Arrondissement von Lyon. Sie ist seit 1999 profaniert.

## Lage und Patrozinium
Der Kirchenbau steht im nordöstlichen Abschnitt des 1. Arrondissements am Hang des Hügels La Croix-Rousse an der Grenze zum 4. Arrondissement in der Montée Saint-Sébastien. Er war zu Ehren des heiligen Bernhard von Clairvaux geweiht.

## Geschichte

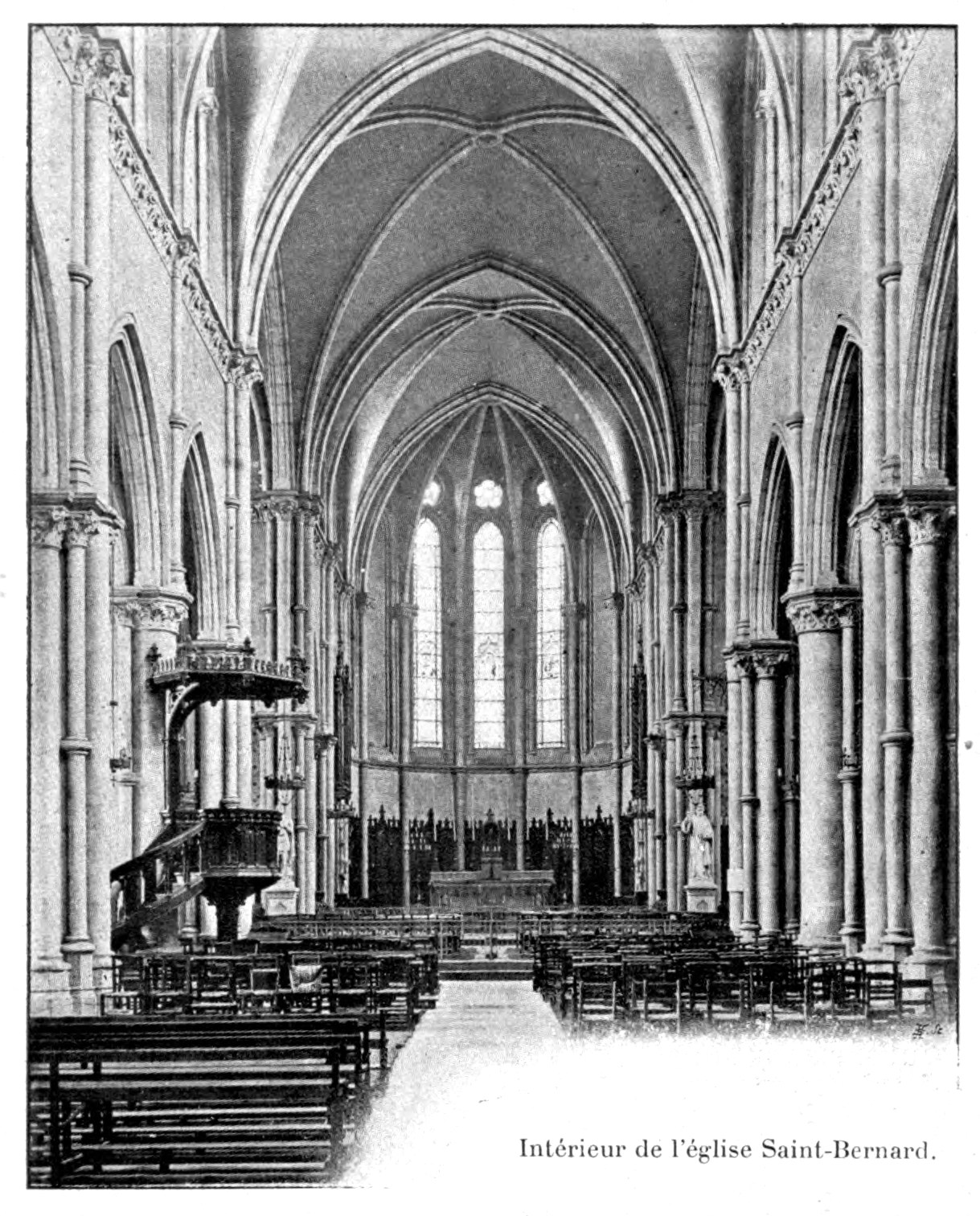
St-Bernard (Lyon)

Zur Ergänzung der Kirche St-Polycarpe wurde von 1860 bis 1866 oberhalb des Place Colbert der heutige neugotische Kirchenbau errichtet, der seit 1852 angestrebt war. Das Patrozinium Bernhardskirche ging auf den Stifter des Grundstücks, Frédéric Willermoz (1805–1854), zurück, der damit an das von 1642 bis 1790 am Ort befindliche Kloster der von Louise de Ballon gegründeten Bernhardinerinnen erinnern wollte, deren Grund und Boden sein Vater aufgekauft hatte. Unweit davon wurde von 1619 bis 1791 Bernhard von Clairvaux im Feuillantenkloster Lyon verehrt.
Architekt der Kirche war Tony Desjardins (1814–1884). Fassade, Turm und Treppe zum Place Colbert wurden nie realisiert, teils aus Geldmangel, teils wegen statischer Bedenken, seitdem ab 1888 der Tunnel für die Standseilbahn La Croix-Rousse (heute Métro Lyon) die Sicherheit der Kirche zu gefährden schien. Zur Konsolidierung wurde die Kirche von 1891 bis 1900 geschlossen. Die endgültige Schließung erfolgte 1993, die offizielle Profanierung 1999 und die Zumauerung 2004. Seit 2016 versucht die Stadt als Eigentümerin, den Bau für administrative oder kommerzielle Nutzung zu veräußern.

## Ausstattung
Die Kirche misst 60 × 30 Meter bei einer Gewölbehöhe von 18 Metern. 
Während der Schließung von 1891 bis 1900 stattete Lucien Bégule (1848–1935) die Kirche mit sehr gelobten, aber derzeit unzugänglichen Glasmalereien aus. Mehrere Bildhauerwerke wurden von Pierre Antoine Aubert (1853–1912) geschaffen. 1874 wurde eine Merklin-Orgel mit 16 Registern gebaut.